# Pavla Klicnarová
Pavla Klicnarová (Náchod, 2 gennaio 1988) è un'ex sciatrice alpina ceca.

## Biografia
Attiva in gare FIS dal novembre del 2003, la Klicnarová ha esordito in Coppa Europa il 20 dicembre 2008 ad Altenmarkt-Zauchensee in discesa libera (42ª), ai Campionati mondiali a Garmisch-Partenkirchen 2011, dove si è classificata 32ª nella discesa libera e 37ª nel supergigante, e in Coppa del Mondo il 24 ottobre 2015 a Sölden in slalom gigante, senza completare la prova.
Ai Mondiali di Sankt Moritz 2017, suo congedo iridato, si è classificata 34ª nella discesa libera, 34ª nel supergigante e 28ª nella combinata; poco dopo, il 26 febbraio, ha disputato la sua ultima gara di Coppa del Mondo, la combinata di Crans-Montana, ottenendo il suo miglior piazzamento nel circuito (26ª). Si è ritirata nel corso della stagione 2017-2018 e la sua ultima gara è stata lo slalom gigante di Coppa Europa disputato a Hafjell il 4 dicembre, non completato dalla Klicnarová.

## Palmarès

### Coppa del Mondo
- Miglior piazzamento in classifica generale: 122ª nel 2017

### Campionati cechi
- 1 medaglia:
  - 1 bronzo (supergigante nel 2013)